# Янушевич Ганна Яківна
Янушевич Ганна Яківна (27 грудня 1907, Гайворон, Російська імперія — 25 грудня 1983, Чернівці, УРСР, СРСР) — українська акторка, Народна артистка Української РСР (1965), Заслужена артистка Української РСР (1946).

## Біографія
Народилася 27 грудня 1907 у селищі Гайворон на Поділлі.
Закінчила Державний музично-драматичний інститут імені М. В. Лисенка (1928), викладачкою була Марія Садовська-Барілотті.
З 1927 року стає акторкою Київського театру ім. Івана Франка.
У 1931 році виступає у м. Харкові на сценах Харківського державного театру Революції, а з 1936 року Харківського театру ім. Ленінського комсомолу.
У 1940 році разом з чоловіком, актором П. Г. Міхневичем, переїхала до м. Чернівці, стає акторкою Чернівецького українського музично-драматичного театру ім. О. Кобилянської і виступала до своїх останніх днів.
За роки роботи в Чернівецькому драмтеатрі акторка створила понад 200 високохудожніх образів тодішнього радянського та класичного репертуару.
Померла 25 грудня 1983 року у м. Чернівці. Похована на старому цвинтарі — Чернівецькому історико-меморіальному заповіднику по вул. Зеленій.

### Головні театральні ролі
Зіграла ролі Варки, Маруся («Безталанна», «Житейськеє море» І. Карпенка-Карого), Шкандибихи («Лимерівна» Панаса Мирного), Оманихи («Дністрові кручі» за Ю. Федьковичем), Мавра («В неділю рано зілля копала» за О. Кобилянською), Анни Фірлінґ («Матінка Кураж…» Б. Брехта).

### Ролі у фільмах
Брала участь у зйомках фільмів «Земля» (1954), «Вовчиха» (1967) та ін.

## Вшанування
- Ім'я Ганни Янушевич занесено на «Алею зірок» у Чернівцях.
- На вул. Тараса Шевченка, 13 у Чернівцях встановлено меморіальну дошку: «У цьому будинку з 1963 по 1983 рік проживала народна артистка України Ганна Янушевич».

## Державні нагороди
- Заслужена артистка УРСР (1946).
- Народна артистка УРСР (1965).
- Нагороджена орденами та медалями[2]:
  - Орден «Знак Пошани» (1955);
  - Орден Трудового Червоного Прапора (1960);
  - Медаль «За доблесну працю у Великій Вітчизняній війні 1941—1945 рр.» (1946);
  - Медаль «За доблесну працю» (1970).